# Josef Doucek, továrna papírového zboží, tiskárna a velkoobchod papírem
Josef Doucek, továrna papírového zboží, tiskárna a velkoobchod papírem byla papírenskou výrobní a obchodní společností, jež vznikla v roce 1914 na Pražském Předměstí u Hradce Králové a zanikla po roce 1948.

## Historie
V roce 1914 se na Pražském Předměstí usadil Josef Doucek a zařídil v Nerudově ulici čp. 149 výrobu papírových kornoutů, sáčků a jiného zboží z papíru.
Tato firma přečkala úspěšně 1. světovou válku a po vzniku ČSR se nadále rozvíjela. V únoru 1929 bylo Josefu Douckovi povoleno užívání skladiště a v roce 1931 byla příznivě vyřízena jeho žádost o udělení povolení druhého lisu šlapacího a 1 rychlolisu. Zde je však třeba dodat, že roku 1929 byl jeho dům čp. 149 vyvlastněn kvůli přeložení erární silnice a s tím spojené stavbě podjezdu do Kuklen. Poté podnikal ve stejné ulici v domě čp. 113 (dnes Všehrdova ulice čp. 113). Povolení k přeměně 1 bytu v čp. 113 v živnostenskou provozovnu obdržel od okresního úřadu v roce 1930. O rok později přistavoval k novému sídlu nádvorní dílnu a sklad. 3.-17. června 1934 se zúčastnil II. Orientačního trhu obchodu, živností a průmyslu v Hradci Králové pod protektorátem městské rady královéhradecké. Se svými výrobky se však účastnil i jiných výstav a soutěží. Téhož roku zažádal o stavbu garáže a jeho žádost byla kladně vyřízena.
V březnu 1933 oslavil Josef Doucek kulaté 50. narozeniny. Samozřejmostí pro něj byla pomoc potřebným, např. v prosinci 1933 při vánoční nadílce dětem nezaměstnaných a sirotkům firma věnovala papírové sáčky, jakož i potřebný obalovací papír, ale vedle toho bylo poukázáno množství peněz na různé sbírky. Zároveň působil též jako městský zastupitel a člen městské rady na Pražském Předměstí, kde zastupoval stranu živnostenskou. Dlouhou dobu vedl také městský finanční referát.
Majitel dokázal úspěšně vést tuto společnost i v období německé okupace, přičemž v roce 1940 mu okresní úřad odsouhlasil rozšíření jeho papírnické živnosti.V témže roce zřídil na svém podniku novou fasádní omítku. Jedny z posledních zmínek o firmě se objevují v týdeníku Štít z 28. června 1945, kdy Josef Doucek hledal účetního, a v Pochodni z 21. června 1946. Jeho živnost musela zaniknout po roce 1948.